# Steve Miller (pianist)
Steve Miller (19 december 1943 – Londen, 9 december 1998) was een Brits musicus. Hij was de oudere broer van de gitarist Phil Miller.
Steve Miller speelde vanaf het begin van de jaren zestig in diverse bandjes, in de blues en in de rhythm-and-blues. Hij was een begaafd pianist en was naast zijn activiteiten in bandjes ook actief als sessiemuzikant, met name aan het eind van de jaren zestig (onder andere op albums van John Drummer en Daddy Longlegs).
In 1966 startte Steve in samenwerking met zijn broer Phil een eigen groep, Delivery. Verder maakten deel uit hun vriend Pip Pyle (drums) en Jack Monk (basgitaar). Het kwartet werd uitgebreid met Lol Coxhill op saxofoon, en Monk werd vervangen door Roy Babbington. In deze setting begon Delivery te scoren. De groep trad regelmatig op in Ronnie Scott's, de bekendste jazzclub van Londen. 

Delivery trad ook regelmatig op met de zangeres Carol Grimes. In deze combinatie werd het album Fools Meeting (1970) uitgebracht.
In 1971 viel Delivery uit elkaar. De gebroeders Miller gingen samen verder in DC & the MB’s (Dyble, Coxhill en de Miller broers) met zangeres Judy Dyble. Korte tijd later vertrok Phil Miller naar Matching Mole en Steve werd door Caravan gevraagd om David Sinclair te vervangen. Steve speelde een tijdje mee met Caravan, en maakt één album met de band (Waterloo Lily). Hij paste niet echt in de groep omdat zijn muziek te veel op jazz georiënteerd was voor Caravan.
Miller vertrok in 1972, en nam Richard Sinclair mee, die ook meer de kant van de jazz op wilde. Samen met broer Phil, Pip Pyle en Lol Coxhill werd Delivery nieuw leven ingeblazen. Maar het bleef beperkt tot één optreden. De groep ontwikkelde zich in een richting van meer geformaliseerde, vastgelegde muziek, iets dat minder goed bij Steve paste. Hij besloot op te stappen en ging samen met Lol Coxhill als duo verder. De overgeblevenen van Delivery gingen met vervanger David Sinclair verder als Hatfield and the North. Coxhill en Miller timmerden maakten twee albums: Coxhill/Miller in 1973 en The Story So Far.../Oh Really? in 1974.

Delivery kende in 1973 nog weer een heel korte opleving toen het duo uitgebreid werd met Roy Babbington en Laurie Allan.
Vanaf de tweede helft van de jaren zeventig was Miller niet erg productief meer in de muziek. Punk en new wave leidden de aandacht steeds verder van de jazz af en Miller moest noodgedwongen als timmerman de kost verdienen.
De sporen van zijn werk als muzikant worden steeds schaarser en moeilijker terug te vinden. In 1980 verscheen het album Miniatures, samengesteld door Morgan Fisher, waarop een piano-solo van Miller te horen is.
Miller ging ook samenspelen met Mark Hewins in een duo. In die samenstelling traden ze op als voorprogramma voor Phil’s In Cahoots op de tournee van die groep in 1985. In 1986 kwam er een album uit, Miller’s Tale, van een trio van Miller, Tony Moore op bas en Eddie Prévost op drums, voor die gelegenheid uitgebreid met Lol Coxhill. Na die tijd zijn er (tot 2003) geen opnames van Steve meer uitgebracht.
In 1996 en 1997 was er wel het trio Mark Hewins en de twee Miller broers die samen meerdere optredens uitgevoerd hebben.
In het voorjaar van 1998 werd duidelijk dat Steve ernstig ziek was, en aan alvleesklierkanker leed. Er werd voor hem een benefiet-optreden in de Vortex Jazz Bar in Londen georganiseerd. Op 28 juni 1998 was Steve zelf nog het middelpunt, hij speelde de sterren van de hemel. Delivery werd voor die avond weer leven ingeblazen en ook andere combinaties speelden. Het zou het laatste optreden zijn.
Aan het album waar Phil mee bezig was, dat gebaseerd was op de oudere bluestijd van Delivery, waar de broers een stuk van hun gezamenlijke roots op vast wilden leggen, kon Steve niet meer bijdragen. Hij overleed tien dagen voor hij 55 zou worden, en liet zijn vrouw Minna en dochter Stephanie achter. Zijn broer Phil droeg het album Out of the Blue aan Steve op. In 2003 bracht Phil nog twee piano-soloalbums uit met opnames die Steve Miller tijdens de laatste twee jaar van zijn leven gemaakt had.

## Discografie
| jaar | uitvoerenden                       | titel album                       |
| 1968 | Free                               | Tons Of Sobs (als sessiemuzikant) |
| 1970 | Carol Grimes & Delivery            | Fools Meeting                     |
| 1972 | Caravan                            | Waterloo Lily                     |
| 1973 | Coxhill/Miller                     | Coxhill/Miller                    |
| 1974 | Coxhill/Miller                     | The Story So Far.../Oh Really?    |
| 1980 | Morgan Fisher                      | Miniatures                        |
| 1986 | Steve Miller Trio with Lol Coxhill | Miller's Tale                     |
| 2003 | Steve Miller                       | See Hear                          |
| 2003 | Steve Miller                       | K. Ostra/...it’s Out There ....   |

- Bibsys: 8055374
- Bibliothèque nationale de France: cb17968513k (data)
- MusicBrainz: 20e5dab3-3cbe-4f7f-803d-77f59a77c39a